# Vlag van Frasnes-lez-Anvaing
De vlag van Frasnes-lez-Anvaing is op onbekende datum bij raadsbesluit vastgesteld als de vlag van de Henegouwse gemeente Frasnes-lez-Anvaing. De vlag kan als volgt worden beschreven:
Rood met een blauw schuinkruis met een witte rand en met vijf witte rozen, één in het midden van het schuinkruis en een in het midden van elke arm van het schuinkruis.
De vlag komt overeen met het vlagontwerp van de Raad van Heraldiek en Vexillologie (Frans: Conseil d’héraldique et de vexillologie). De vlag is volledig gebaseerd op het gemeentewapen en ziet er dus helemaal hetzelfde uit.